# Большая Калга
Больша́я Калга́ (устар. Калга; укр. Вели́ка Калга́) — река на Украине, протекает по территории Мелитопольского района Запорожской области и Генического района Херсонской области. Впадает в Домузлянский под.
Длина 50 км. Площадь водосборного бассейна 530 км². Уклон 0,5 м/км. Долина шириной до 1,5 км. Русло шириной в среднем 5 м. Питание снеговое. Сток частично зарегулирован. Используется для водоснабжения, орошения и сельскохозяйственных нужд.
Берёт начало западнее села Малая Михайловка Запорожской области. Протекает через населённые пункты Новорогачинское, Дружбовка, Першотравневое, Ивановка и Нововасилевка. Теряется у села Новосемёновка, впадая в Домузлянский под.